# Texoma

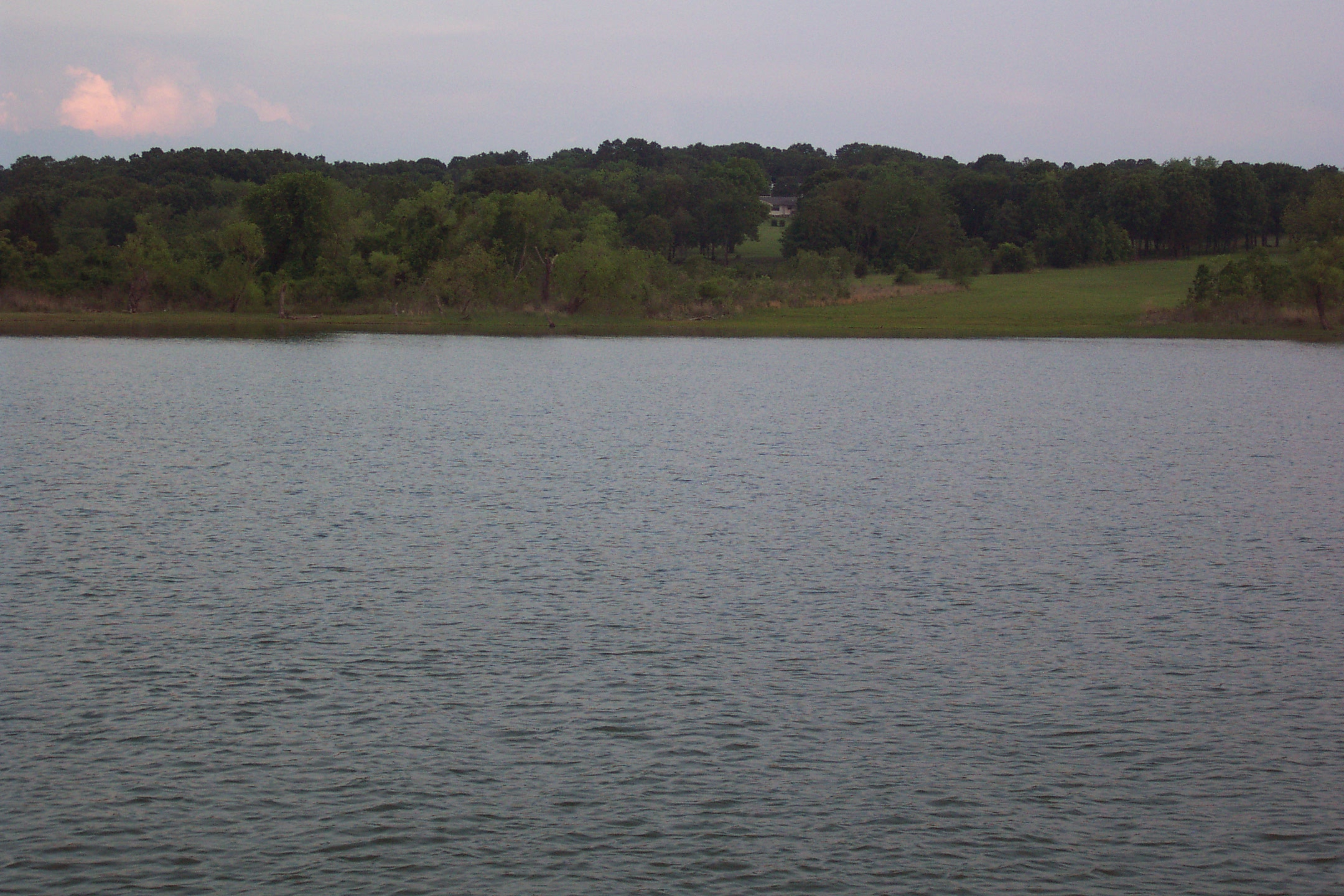
Il lago Texoma

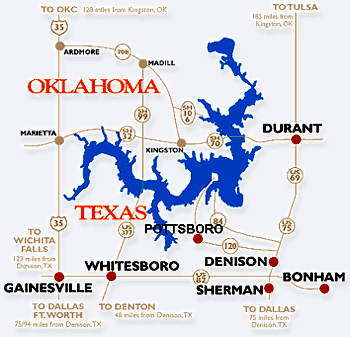
La mappa del lago Texoma

La coniazione Texoma, un portmanteau di Texas e Oklahoma, è usata per descrivere la regione a cavallo del confine tra questi due stati lungo la valle del fiume Red River, in particolare la zona intorno al lago Texoma.
La regione è anche chiamata Texomaland. L'area principale della regione del Texoma è quella vicino al lago Texoma che comprende otto contee, l'area metropolitana di Sherman-Denison e tre cosiddette aree micropolitane, di Ardmore, Durant e Gainesville. Un'altra zona popolosa è quella intorno a Bonham. La maggior parte della regione è parte dell'area statistica di Dallas-Fort Worth.
Come molti nomi regionali, le aziende usano il termine Texoma nel loro nome per descrivere la loro area di operazione. 
Una parte del Texoma a sud del lago Texoma è stata designata come area vinicola American Viticultural Area. Nella parte texana del Texoma si è costituita un'associazione di enti locali chiamata Texoma Council of Governments.
Le aree di Wichita Falls-Lawton e Paris-Hugo sono anche chiamate "Texoma" o "Texomaland" a causa della loro vicinanza al Red River e al confine tra Texas e Oklahoma.
La popolazione della regione del Texoma era di 319.455 abitanti al censimento 2010.